# Prionosternum scutatum
Espèce
Prionosternum scutatum est une espèce d'araignées aranéomorphes de la famille des Lamponidae.

## Distribution
Cette espèce est endémique d'Australie-Occidentale. Elle se rencontre dans le Sud-Ouest de l'État.

## Description
Le mâle décrit par Platnick en 2000 mesure 3,7 mm et la femelle 4,4 mm.

## Publication originale
- Dunn, 1951 : « Spiders of the Russell Grimwade expedition ». Memoirs of the national Museum of Melbourne, vol. 17, p. 9-18 (texte intégral).